# Saverio Grandi
Saverio Grandi (Cento, 24 aprile 1962) è un paroliere, compositore e cantautore italiano.

## Biografia
Ha pubblicato più di 300 canzoni, e, ad oggi 105 singoli.
Autore di canzoni di molti artisti di successo, come Eros Ramazzotti, Vasco Rossi, Gianni Morandi, Patty Pravo, Mango, Il Volo, Mietta, Luca Carboni, Laura Pausini, Irene Grandi, Fiorella Mannoia, Raf, Anna Tatangelo, Alessandra Amoroso, Emma Marrone, Annalisa, Marco Carta, Valerio Scanu, Virginio, Marco Mengoni, Chiara.
Ha collaborato a lungo con gli Stadio, di cui è anche produttore discografico, per i quali ha scritto i principali singoli dal 1988 ad oggi. Ha anche prodotto dischi di Valerio Scanu, Taglia 42, Mariadele, Senhit e Elettromoka.
Ha fondato nel 1997 il gruppo Taglia 42 con i quali ha pubblicato 2 dischi e partecipato al Festival di Sanremo.
Un senso cantata da Vasco Rossi ha vinto il Nastro d'argento per la miglior canzone originale e Benedetta passione, cantata da Laura Pausini, è uno dei singoli con i quali Laura ha vinto il suo primo Grammy Award.
Ha vinto un Premio Lunezia e un Premio SIAE.
Ha vinto come autore la 66ª edizione del Festival di Sanremo 2016 con il brano Un giorno mi dirai scritto insieme a Luca Chiaravalli e Gaetano Curreri.
Nella stessa edizione il brano ha vinto anche il premio per la "Miglior Musica" ed il "Premio Sala stampa Lucio Dalla".
Nel 2021 firma come autore assieme a Vasco Rossi e a Saverio Principini Una canzone d'amore buttata via.

## Singoli pubblicati come autore o coautore
- 1987 - Una vieja cancion, Emmanuel
- 1988 - Il sapore di un bacio, Raf
- 1989 - Vai vai, Stadio
- 1991 - Ho bisogno di voi, Stadio
- 1991 - Generazione di Fenomeni, Stadio
- 1992 - Voglio le tue mani, Riccardo Fogli
- 1992 - Universi sommersi, Stadio
- 1992 - Sesso o amore, Stadio
- 1992 - Stabiliamo un contatto, Stadio
- 1993 - Un ragioniere..., Marco Liverani
- 1993 - Un disperato bisogno d'amore, Stadio
- 1994 - Prendimi così, Susanna Greco feat. Gaetano Curreri
- 1995 - Quando sei sola, Riccardo Fogli
- 1995 - Dove vai..., Mango
- 1995 - Monica, Riccardo Fogli
- 1997 - Dammi 5 minuti, Stadio
- 1998 - Muoio un po', Stadio
- 2000 - Bellamica, Mariadele
- 2000 - So ancora di te, Mariadele
- 2000 - Sei tu che mi accendi, Stadio
- 2000 - Vorrei, Mariadele
- 1998 - Un vuoto, Taglia 42
- 1998 - Regolare, Taglia 42
- 1998 - Il tempo con te, Taglia 42
- 1998 - Con il naso insù, Taglia 42
- 2000 - Rilassati, Taglia 42
- 2000 - Settimo cielo, Taglia 42
- 2000 - Pregi e difetti, Taglia 42
- 2001 - No odustajem, Gibonni
- 2001 - Ti prendo e ti porto via, Vasco Rossi
- 2002 - Se tu mi vuoi, Mariadele
- 2002 - Lascerei tutto, Mariadele
- 2002 - Non ti dimentico, Mariadele
- 2002 - Indispensabile, Mariadele
- 2002 - Il segreto, Stadio
- 2002 - Chiaro, Stadio
- 2002 - Sorprendimi, Stadio
- 2003 - Equilibrio instabile, Stadio
- 2004 - Un senso, Vasco Rossi
- 2004 - Al primo sguardo, Gianni Morandi
- 2004 - Buoni o cattivi, Vasco Rossi
- 2005 - Fine di un'estate, Stadio
- 2005 - Le mie poesie per te, Stadio
- 2005 - Benedetta passione, Laura Pausini
- 2005 - Buona sorte, Stadio
- 2005 - Mi vuoi ancora, Stadio
- 2006 - In mio potere, Senhit
- 2006 - Lampo di vita, Luca Carboni
- 2006 - Fammi stare con te, Stadio
- 2006 - Passeggeri distratti, Raf
- 2006 - Dimentica, Raf
- 2007 - In ogni parte del mondo, Karima
- 2007 - E mi alzo sui pedali, Stadio
- 2007 - Innamorarsi ancora, Stadio
- 2007 - Guardami, Stadio
- 2008 - Per sempre, Marco Carta
- 2008 - Non è mai un errore, Raf
- 2009 - Ricordati di noi, Valerio Scanu
- 2009 - Gioia e dolore, Stadio
- 2010 - La mia storia con te, Alessandra Amoroso
- 2010 - Indissolubile, Valerio Scanu
- 2010 - Tra l'amore e il male, Nevruz
- 2011 - Mi rubi l'amore, BTwins
- 2011 - Poi ti lascerò dormire, Stadio
- 2011 - La promessa, Stadio feat. Noemi
- 2011 - Ad occhi chiusi, Virginio
- 2011 - Sarò libera, Emma Marrone
- 2011 - Un'emozione inaspettata, Raf
- 2012 - Fino a farmi male, Arianna Cleri
- 2012 - Un angelo disteso al sole, Eros Ramazzotti
- 2012 - Due respiri, Chiara
- 2013 - Questa nostra stagione, Eros Ramazzotti
- 2013 - Nonostante tutto, Antonio Maggio
- 2013 - Fino all'estasi, Eros Ramazzotti feat. Nicole Scherzinger
- 2013 - Solo insieme saremo felici, Gianni Morandi
- 2013 - A volte si avverano i sogni, Roberta Cometti
- 2013 - Tutto con te, Stadio
- 2013 - Anche il tempo può aspettare, Antonio Maggio
- 2013 - Immagini del nostro amore, Stadio
- 2013 - Io prima di te, Eros Ramazzotti
- 2014 - Vorrei vorrei, Deborah Iurato
- 2014 - Io ci sono, Gianni Morandi
- 2015 - Come una favola, Raf
- 2015 - Guai, Vasco Rossi
- 2015 - Arcobaleni, Raf
- 2015 - Quante volte, Vasco Rossi
- 2015 - Io ricomincerei, Nek
- 2016 - Un giorno mi dirai, Stadio
- 2016 - Miss nostalgia, Stadio
- 2016 - Tutti contro tutti, Stadio
- 2016 - Questo tempo, Irene Fornaciari
- 2016 - Il ricordo che lascio, Zero Assoluto
- 2021 - Una canzone d'amore buttata via, Vasco Rossi

## Altri brani pubblicati (autore o coautore)
- 1989 - Nel profondo del cuore, Stadio
- 1989 - Se dico donna, Stadio
- 1989 - Buonanotte, Stadio
- 1989 - Che sarà di noi, Stadio
- 1989 - Stupidi, Stadio
- 1990 - Le tue mani, Massimo Bozzi
- 1991 - Impossibile amore, Stefania La Fauci
- 1991 - Chissà che cos'è, Stadio
- 1992 - Graffiti, Stadio
- 1992 - Lo scatolone, Stadio
- 1992 - Libero di cambiare, Stadio
- 1992 - L'appostamento, Stadio
- 1992 - Al tuo fianco, Stadio
- 1992 - Cose importanti, Stadio
- 1992 - Per la bandiera, Stadio
- 1992 - Il senno di poi, Gegè Telesforo
- 1992 - Una strana storia, Gegè Telesforo
- 1992 - Metto il naso, Gegè Telesforo
- 1992 - Così solare, Gegè Telesforo
- 1992 - Maschi, Gegè Telesforo
- 1993 - Come ti va, Lorella Cuccarini
- 1993 - Via da te, Marco Liverani
- 1993 - È sempre sabato, Marco Liverani
- 1993 - L'hai vinta sempre tu, Marco Liverani
- 1993 - Buono, Marco Liverani
- 1993 - I.A.R., Marco Liverani
- 1993 - Siamo i numeri uno, Marco Liverani
- 1993 - Porca romantica, Marco Liverani
- 1993 - Hai bisogno di un uomo, Marco Liverani
- 1994 - Adesso piove, Susanna Greco
- 1994 - Potrebbe essere amore, Susanna Greco
- 1994 - Piccole cose, Susanna Greco
- 1994 - Cosa ti piace, Susanna Greco
- 1994 - Che Dio ti aiuti, Susanna Greco
- 1995 - Scandalosa Gilda, Stadio
- 1995 - Due anime in me, Stadio
- 1995 - Mi manchi già, Stadio
- 1995 - Mi hai preso il cuore, Riccardo Fogli
- 1995 - Giura, Riccardo Fogli
- 1995 - Ci credi?, Riccardo Fogli
- 1996 - Nella testa, Cattivi Pensieri
- 1996 - Zitto, Cattivi Pensieri
- 1997 - Siamo vivi, Stadio
- 1997 - Non torno più, Stadio
- 1997 - Mi fai rivivere, Stadio
- 1997 - Cerchiamo tutti qualcosa, Stadio
- 1998 - Anima, Taglia 42
- 1998 - Scritto nel destino, Taglia 42
- 1998 - Un nodo in gola, Taglia 42
- 1998 - Di+, Taglia 42
- 1998 - Felice, Taglia 42
- 1998 - Ancora un po', Taglia 42
- 1998 - Tu non ci sei, Taglia 42
- 1998 - Vibrazioni, Taglia 42
- 2000 - Niente è cambiato, Mariadele
- 2000 - Una storia così, Mariadele
- 2000 - Scivola via con me, Mariadele
- 2000 - Presa, Mariadele
- 2000 - Sms, Mariadele
- 2000 - Angelo ribelle, Mariadele
- 2000 - TVB, Mariadele
- 2000 - X te, Mariadele
- 2000 - Deludermi mai, Mariadele
- 2000 - Mi arrivi, Mariadele
- 2000 - Te lo ricordi?, Stadio
- 2000 - Ma non stanotte, Stadio
- 2000 - Facile, Stadio
- 2000 - Balla per me, Stadio
- 2000 - Generazione di fenomeni, Taglia 42
- 2000 - Adesso io volo, Taglia 42
- 2000 - + felice sarò, Taglia 42
- 2000 - Un bel viaggio, Taglia 42
- 2000 - Dalla tua parte, Taglia 42
- 2000 - Ti avrò, Taglia 42
- 2000 - Un po' di blu, Taglia 42
- 2000 - Non mi stanchi mai, Taglia 42
- 2000 - Forte, Taglia 42
- 2000 - L'ultima a saperlo, Taglia 42
- 2002 - Vieni via, Mariadele
- 2002 - Nessuno mai, Mariadele
- 2002 - Trasversale, Mariadele
- 2002 - Sola, Mariadele
- 2002 - Forse non ci lasceremo mai, Mariadele
- 2002 - Bambina, Mariadele
- 2002 - Dimmi di sì, Mariadele
- 2002 - Libero amore, Mariadele
- 2002 - C'era una volta, Mariadele
- 2003 - La legge del dollaro, Stadio
- 2002 - Montagne russe, Stadio
- 2002 - Amo solo te, Stadio
- 2002 - Non ti sembra?, Stadio
- 2002 - Ci vuole fortuna, Stadio
- 2003 - Quasi quasi, Stadio
- 2005 - Senza parrucche, Stadio
- 2005 - Di nessun altro, Stadio
- 2005 - Le ultime parole famose, Stadio
- 2005 - Sinceramente, Stadio
- 2005 - Canzoni per parrucchiere, Stadio
- 2005 - Assolutamente sì, Stadio
- 2005 - Mercoledì, Stadio
- 2005 - L'amore è volubile, Stadio
- 2006 - Giura adesso, Silvia Mezzanotte
- 2006 - Io sì, Silvia Mezzanotte
- 2006 - L'amore non perdona, Silvia Mezzanotte
- 2006 - Bellezza buttata via, Silvia Mezzanotte
- 2006 - Tu sei già poesia, Silvia Mezzanotte
- 2006 - La cosa giusta, Senhit
- 2006 - La mia città è cambiata, Senhit
- 2006 - Quasi casualmente, Senhit
- 2006 - Se passerai di qui, Raf
- 2006 - Acqua, Raf
- 2007 - Io voglio, Senhit
- 2007 - Ingenua, Senhit
- 2007 - Il tempo dell'amore, Stadio
- 2007 - È andata come è andata, Stadio
- 2007 - Attimo di eternità, Stadio
- 2007 - Uno come me, Stadio
- 2007 - MI sei mancata, Stadio
- 2007 - Parole nel vento, Stadio
- 2007 - Che cos'è, Stadio
- 2007 - Lame affilate, Stadio
- 2007 - Cosa ne sai, Anna Tatangelo
- 2008 - Nel tuo ritorno, Raf
- 2009 - Quando tutto era amore, Luca Napolitano
- 2009 - L'amore non è un gioco, Alessandra Amoroso
- 2009 - La mia canzone per te, Stadio
- 2009 - Resta come sei, Stadio feat. Fabrizio Moro
- 2009 - In questo vortice, Stadio
- 2009 - Non si accorgerà, Stadio
- 2009 - Autunno, Stadio
- 2009 - Cortili lontani, Stadio feat. Saverio Grandi
- 2009 - Benvenuti a Babilonia, Stadio
- 2009 - Un pensiero per te, Stadio
- 2009 - Perdiamoci, Stadio
- 2009 - Diluvio universale, Stadio
- 2010 - Il cuore non mente mai, Valerio Scanu
- 2010 - Miele, Valerio Scanu
- 2010 - Mai dimenticata, Valerio Scanu
- 2010 - Quando parlano di te, Valerio Scanu
- 2010 - Dalle vene, Emma Marrone
- 2011 - Certi fuochi non si spengono, BTwins
- 2011 - Quando tutto era amore, Cassandra De Rosa
- 2011 - Devi fidarti di te, Cassandra De Rosa
- 2011 - Non mi manchi neanche un po', Cassandra De Rosa
- 2011 - Ti coprirei d'amore, Cassandra De Rosa
- 2011 - Inseparabili, Stadio
- 2011 - Fammi sbagliare, Stadio
- 2011 - Amore addio, Stadio
- 2011 - Gaetano e Giacinto, Stadio
- 2011 - Piuttosto che non averti mai incontrato, Stadio
- 2011 - Ferma la felicità, Stadio
- 2011 - Diamanti e caramelle, Stadio
- 2011 - Ecco perché, Mietta
- 2011 - Imperscrutabili, Mario Lavezzi & Ornella Vanoni
- 2011 - Mai del tutto, Raf
- 2011 - Il mio scenario, Raf
- 2011 - Vertigine, Raf
- 2011 - Stai ferma, Irene Grandi
- 2011 - Dici che, Vasco Rossi
- 2012 - Se tu mi accoglierai, Antonino
- 2012 - Sei, Virginio
- 2012 - Scusami amore, Marco Carta
- 2012 - Se il diluvio scende, Fiorella Mannoia
- 2012 - Testa o cuore, Eros Ramazzotti
- 2012 - Una tempesta di stelle, Eros Ramazzotti
- 2012 - Sotto lo stesso cielo, Eros Ramazzotti
- 2012 - Polaroid, Eros Ramazzotti
- 2012 - Infinitamente, Eros Ramazzotti
- 2012 - Balla solo la tua musica, Eros Ramazzotti
- 2012 - Abbracciami, Eros Ramazzotti
- 2012 - Io sono te, Eros Ramazzotti
- 2012 - Noi, Eros Ramazzotti
- 2012 - Non farmi aspettare, Il Volo
- 2013 - Ti porto al mare, Gianni Morandi
- 2013 - Il nascondiglio delle parole d'amore, Gianni Morandi
- 2015 - Sempre al tuo fianco, Dear Jack

## Discografia come cantante

### Album
- 2002 - La pianta del piede (EMI)
- 2010 - Pattinando sul ghiaccio sottile (NAR, EDEL)

Singoli
- 2021 - Mi piace (Curci Music Publishing, BMGR Srl)
- 2021 - Svegliami quando sarà finita (Curci Music Publishing, BMGR Srl)

### E.P
- 2007 - Lei con Gaetano Curreri (EMI), contiene anche "Il fiume dell'amore"
- 2010 - Le donne, contiene anche "La tua pelle"